# Juan José Latorre
Juan José Francisco Latorre Benavente (Santiago, 24 de marzo de 1846-Viña del Mar, 9 de julio de 1912) fue un marino chileno, uno de los principales actores de la Guerra del Pacífico, vencedor del combate naval de Angamos.

## Familia
Hijo del peruano Elías Latorre Morales, por línea paterna descendía de una prominente familia cusqueña; largo tiempo radicado en Bolivia, su padre se trasladó a Chile como vicecónsul general y encargado de negocios de ese país durante el gobierno del presidente Manuel Bulnes; en la ciudad de Valparaíso en 1842 contrajo matrimonio con la mendocina Nicomedia Benavente Valenzuela, hija del patriota chileno Juan José Benavente, emigrado luego de la batalla de Rancagua, con quien tuvo ocho hijos nacidos en Santiago, Lima y Valparaíso, ciudad última donde residía habitualmente la familia, siendo Juan José el primogénito.
El 5 de junio de 1855 murió su padre cuando el menor de los hermanos Latorre Benavente contaba apenas un año de vida, lo que produjo que la joven viuda enviara a tres de sus hijos a Perú al cuidado de su familia paterna. Años después, producto de la guerra, tuvo que enfrentase durante el bloqueo del Callao a uno de ellos, su hermano el coronel Elías La Torre, quien comandaba la batería Ayacucho que en reiteradas ocasiones se enfrentó a la escuadra chilena que mandaba el almirante Latorre.
A la edad de 9 años, ya fallecido su padre, fue matriculado por su madre en el entonces prestigioso colegio del educador español Enrique de Santa Olaya. De allí pasó junto con su hermano Ignacio al colegio Inglés, donde tuvo de compañeros a Carlos Condell de la Haza y a Diego Dublé Almeyda.
Solicitó ingresar a la Escuela Naval del Estado, siendo favorecido con una de las becas que creó el presidente Manuel Montt Torres. Permaneció tres años en la escuela naval, perteneciendo a la promoción conocida como el «Curso de los Héroes», siendo compañero de otros oficiales que luego destacaron en la Guerra del Pacífico. La instrucción se realizó en los buques de la escuadra, especialmente en la Esmeralda. Egresó como guardiamarina sin examen el 15 de julio de 1861, siendo destinado a servir en la Esmeralda, primero, y en el “Maipú”, después, entre 1861 y 1864.

## Masonería
Estando en Valparaíso en el año 1863 es invitado a la masonería, siendo iniciado el 3 de agosto de ese mismo año, en la logia Unión Fraternal N° 1. En esta misma logia alcanza los tres grados simbólicos, y a instancias del Soberano Gran Comendador de la masonería capitular de entonces, Eduardo de la Barra, ingresa y sigue una destacadísima vida masónica en el escocesismo. Tanto así, que fue elegido para ocupar el máximo cargo en la masonería capitular, el de Soberano Gran Comendador, entre los años 1907 y 1909.

## Bautismo de fuego
En 1865, Chile se ve envuelto en la guerra con España debido a la ocupación de las peruanas islas Chincha por la escuadra española. La guerra sería únicamente naval, y en este sentido España tenía una gran ventaja en fuerza naval respecto a Chile, aunque carecía de toda posibilidad de llevar la guerra al continente.
El comandante de la escuadra chilena, Juan Williams Rebolledo, ordenó a la corbeta Esmeralda (barco en que se encontraba Latorre) atacar a la goleta española Virgen de la Covadonga y recuperar el mercante Matías Cousiño. La acción derivada de esta orden (26 de noviembre de 1865) se denomina combate naval de Papudo, donde fue capturada la Virgen de la Covadonga tras solo media hora de combate. Este tuvo como repercusiones el suicidio del almirante de la escuadra española de operaciones, José Manuel Pareja, y la creación de una alianza sudamericana que incluía a Bolivia, Chile, Ecuador y Perú. En honor a su participación en el combate, se ascendió a Latorre al grado de teniente segundo y una recompensa en dinero.
Poco después se desarrolló un segundo combate naval donde también participa Latorre, el combate naval de Abtao, que devino en un duelo de artillería entre la Blanca, española, y la capturada Covadonga puesto que la geografía del lugar de combate impedía acercarse a los buques españoles, en tanto los navíos aliados estaban averiados o faltos de combustible. En este combate naval, se batieron la escuadra peruana y la nave Covadonga cono única nave chilena, pues la otra, la Esmeralda, se encontraba en Valparaíso, al ser llamado el comandante de la escuadra aliada por su gobierno. La escuadra aliada durante el combate naval de Abtao estuvo al mando del capitán de navío AP Manuel Villar.

## A bordo de laMagallanes
El 12 de febrero de 1873, fue promovido a capitán de corbeta graduado, tomando el mando del Toltén y después de la corbeta Magallanes, que usualmente era destinada al territorio del mismo nombre. Aquí le correspondió a Latorre involucrarse en el conflicto diplomático entre Chile y Argentina, debiendo capturar varias naves extranjeras (la Jeanne Amelie y la Devonshire ) que cargaban guano con licencia argentina en territorios que por entonces Chile suponía bajo su soberanía. También debió enfrentar el "Motín de los Artilleros" en Punta Arenas en 1877.

## Guerra del Pacífico

### Combate Naval de Chipana
En el mando de la "Magallanes" le tocó a Latorre enfrentar la guerra del Pacífico e inaugurar la campaña marítima con el combate naval de Chipana.
El 12 de abril, las naves peruanas “Unión” y “Pilcomayo” provenientes del Callao con destino al sur, divisaron la “Magallanes” a la cuadra de Punta de Chipana e iniciaron su persecución. Ambos buques eran superiores en andar y armamento respecto al buque chileno.
Durante la persecución, Latorre dio cuenta del desfase de la velocidad entre las dos naves, la “Pilcomayo” cada vez quedaba más atrasada que la “Unión”.
Encontrándose la última nave a 2.300 m, se resolvió el chileno a devolver los fuegos peruanos. La puntería de los artilleros de la “Unión” era inefectiva hasta el momento. Cuando desde la “Magallanes” se observó un humo blanco que salía de los motores de la máquina enemiga, se pensó que era obra del cañón de 115 libras del buque, aunque su origen real fue un accidente en la caldera de la “Unión” debido al exceso de velocidad y al aflojamiento de unos pernos. Producto de esta circunstancia, la “Unión” viró para reunirse con la “Pilcomayo” dando por terminado el combate.
Durante el primer combate naval de la guerra dio Latorre muestra de una cualidad suya muy aprovechada, la pericia y su frialdad en los momentos difíciles.

### Segundo combate de Iquique
El presidente Prado del Perú ordenó a Grau dirigirse a Iquique para sorprender al “Abtao”. Llegado en la noche del 9 de julio, el capitán del “Huascar” no encontró la nave encargada, pero sí al “Matías Cousiño”.
Latorre decidió auxiliar a la carbonera a pesar de la diferencia de potencial de las naves (260 t la “Magallanes”, 1.130 el monitor).
La nave peruana al percatarse de la presencia de la nave chilena intentó usar el espolón tres veces, pero Latorre logró evadirlos con maniobras de gran destreza, pasando el “Huáscar” “rascando sus costados y casi tocando los penoles”. Al advertir el monitor peruano la presencia del "Cochrane" decidió abandonar la bahía poniendo rumbo a Arica.

### Combate naval de Angamos

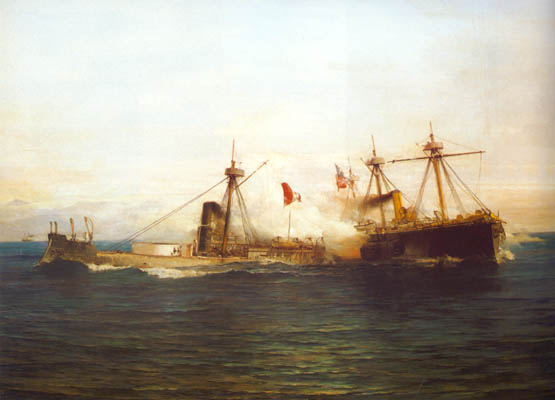
Combate naval de Angamos.

El 6 de septiembre de 1879 Juan José Latorre es designado comandante del blindado “Cochrane”, al que traslada toda su antigua tripulación. La pericia en combate demostrada hasta el momento, ha sido lo que ha motivado este nombramiento. Se dispuso también que a la nave se le limpiarían lo tubos de las calderas para mejorar su velocidad, y se le instalaran ametralladoras y focos eléctricos para evitar ataques con torpedos.
La misión encargada a Latorre fue eliminar al “Huáscar”, que había realizado variadas acciones en las costas chilenas que impedían realizar una campaña terrestre.
La noche del 7 de octubre recibió a bordo un telegrama del ministro de Guerra Rafael Sotomayor Baeza donde le informaba del avistamiento del monitor "Huáscar" a la altura de Huasco y le ordenaba “Patrullar la noche del 7 y mañana del 8, a cincuenta millas al frente a Mejillones”.
Se encontraba por esos lugares la división de Galvarino Riveros Cárdenas que integraba el “ Almirante Blanco Encalada“, la “Covadonga” y el “Matías Cousiño”, con la que se dispuso una táctica de encierro para el monitor enemigo entre dos alas, norte y sur. La idea era que el almirante Grau, al mando del “Huáscar”, se retiraría con su unidad en el sentido contrario a la marcha de la división que lo interceptara, pero acercándose directamente al radio de alcance de la que cerraría el círculo.

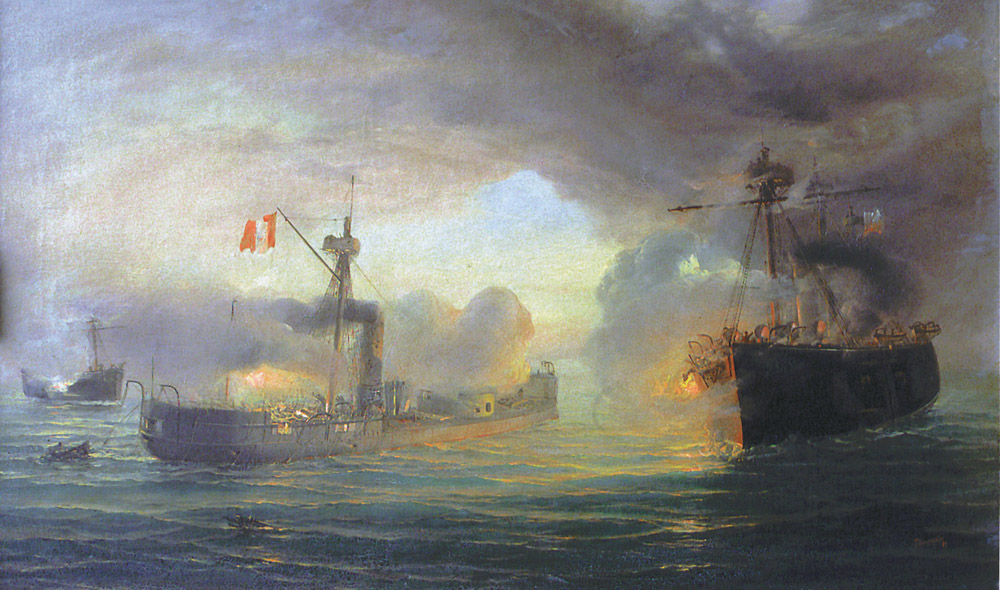
Combate naval de Angamos.

En la madrugada del 8 de octubre el monitor encontró a la división de Riveros, poniéndose en marcha hacia el norte. Horas más tarde, el “Cochrane” avistó a la nave peruana y le cortó el rumbo, según lo planeado. Grau no tuvo más alternativa que presentar combate.
Al estar a una distancia de 3.000 m el “Huáscar” rompió el fuego contra el “Almirante Cochrane”, pero éste siguió su avance sin responder los fuegos, confiado en alcanzar al monitor por su superior velocidad. Acortada la distancia a 2.000 m el buque chileno hizo fuego, perforando el blindaje del casco y dañando el sistema de gobierno. Un segundo disparo destruyó la torre de mando matando al Almirante Grau y dejando al “Huáscar” sin gobierno.
Con la llegada del “Almirante Blanco Encalada” al combate, toda resistencia del "Huáscar" se volvió inútil pero siguió luchando por media hora más, rehusando rendirse en todo momento hasta que a las 10:55, muertos la mayoría de los oficiales del buque peruano y sin posibilidad de moverse, el "Huáscar" logra ser abordado y capturado, pese los esfuerzos de los tripulantes sobrevivientes por hundirlo.

## Postguerra

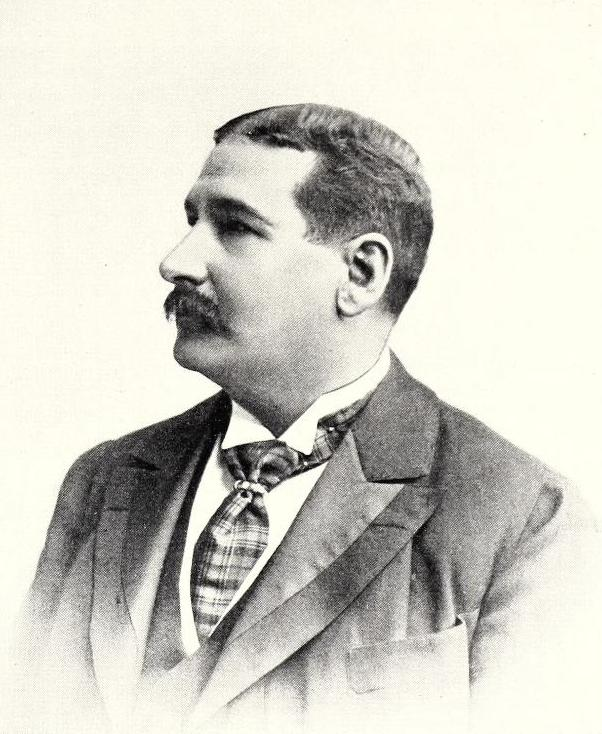
Juan José Latorre ca. 1904.

A su regreso a Chile, contrajo matrimonio con Julia Moreno Zuleta, a quien había conocido en una de las tantas fiestas dedicadas en su honor, el 6 de mayo de 1882. Del matrimonio nacieron tres hijos.
El 5 de junio de 1884 fue designado contraalmirante de la Escuadra. El presidente Balmaceda lo envió a Europa a supervisar la construcción de unos barcos de guerra para Chile. Mientras estaba en Inglaterra, estalló la Guerra Civil de 1891, y pese a estar liderada la insurrección por la Marina, permaneció leal al gobierno por lo que tras la victoria congresista, fue dado de baja. Permaneció autoexiliado en Europa hasta 1894.
A su regreso al país, fue elegido en dos ocasiones senador por el partido balmacedista (1894-1900, 1900-1906), siendo reintegrado al escalafón de la Armada, como contraalmirante. Fue nombrado consejero de Estado por el presidente Federico Errázuriz Echaurren en 1897 y ministro de Relaciones Exteriores, Culto y Colonización en 1898.
Además fue miembro de la masonería chilena, donde ascendió dentro de los grados simbólicos y capitulares, hasta convertirse en soberano gran inspector general de la Orden del grado 33 y ejerció como soberano gran comendador del Supremo Consejo para Chile en el periodo 1907-1909. Pocos años antes de morir fue ascendido a vicealmirante y recibió la condecoración francesa de Comendador de la Legión de Honor.

## Condecoraciones
Nacionales
- Medalla de la Campaña al Perú i Bolivia (1880)
- Medalla de la campaña de Lima (1882)

Extranjeras
- Legión de Honor (Comendador),  Francia
- Orden de Santa Ana (Caballero),  Imperio ruso
- Medalla del Combate de Abtao  Bolivia

## Homenajes
Su nombre ha sido conmemorado de diversas maneras en Chile, a saber:
- En las siguientes unidades de la Armada de Chile:
  - Almirante Latorre (1.º): Acorazado de la "Clase Almirante Latorre" (ex «HMS Canadá» de la  Marina Real británica)
  - Almirante Latorre (2.º), (1971) Crucero de la " Clase Tre Kronor"(ex «Göta Lejon» de la  Marina sueca)
  - Almirante Latorre (3.º): Destructor de la " Clase County" (ex «HMS Glamorgan» de la  Marina Real británica).
  - Almirante Latorre (4.º): Fragata de la "Clase Jacob van Heemskerck" (ex «HNLMS Jacob van Heemskerckde» de la  Armada Real de los Países Bajos).
  - Almirante Latorre (5.º): Fragata de la clase Oliver Hazard Perry (ex HMAS Melbourne).